# دهستان چقانرگس
دهستان چیا نرگس نام دهستانی در بخش ماهیدشت شهرستان کرمانشاه، استان کرمانشاه در ایران است. براساس سرشماری مرکز آمار ایران در سال ۱۳۸۵، جمعیت آن ۷۲۹۶ نفر (۱۵۹۲ خانوار) بوده‌ است.چیا در زبان کردی به معنی تپه منفرد یا قلعه منفرد می باشد.